# Gabriella Fagundez
Gabriella Fagundez (Landskrona, 11 de octubre de 1985) es una deportista sueca que compitió en natación, especialista en el estilo libre.
Ganó tres medallas en el Campeonato Europeo de Natación entre los años 2004 y 2012.
Participó en dos Juegos Olímpicos de Verano, ocupando el octavo lugar en Londres 2012 (4 × 200 m libre) y el octavo en Río de Janeiro 2016 (4 × 100 m libre).

## Palmarés internacional
| Campeonato Europeo | Campeonato Europeo | Campeonato Europeo | Campeonato Europeo |
| Año                | Lugar              | Medalla            | Prueba             |
| ------------------ | ------------------ | ------------------ | ------------------ |
| 2004               | Madrid (España)    | Medalla de bronce  | 4 × 100 m libre    |
| 2010               | Budapest (Hungría) | Medalla de bronce  | 4 × 100 m libre    |
| 2012               | Debrecen (Hungría) | Medalla de plata   | 4 × 100 m libre    |